# Bucculatrix clerotheta
Bucculatrix clerotheta är en fjärilsart som beskrevs av Edward Meyrick 1915. Bucculatrix clerotheta ingår i släktet Bucculatrix och familjen kronmalar. Inga underarter finns listade i Catalogue of Life.